# Janusz Korwin-Mikke
Janusz Ryszard Korwin-Mikke (Varsavia, 27 ottobre 1942) è un politico e giornalista polacco.

## Biografia

### Gioventù
Korwin-Mikke è nato a Varsavia nel 1942, all'epoca in cui la Polonia era occupata dalle truppe tedesche, figlio unico di Ryszard Mikke e di Maria Rosochacka. Suo padre era capo di un dipartimento di ingegneria dell'aviazione di Stato. Dopo la morte della madre durante la rivolta di Varsavia nel 1944, egli crebbe sotto la guida della nonna e poi della matrigna. Studiò matematica e filosofia all'università di Varsavia, e nel 1965 fu arrestato dalle autorità comuniste per attività sovversiva. Rilasciato, nel 1968 fu espulso dall'università per aver preso parte alle proteste studentesche. Riuscì a conseguire la laurea in filosofia.

### La carriera politica
Tra il 1969 e il 1974 fu ricercatore presso l'Istituto dei Trasporti Motorizzati (Instytut Transportu Samochodowego) e, successivamente, all'università di Varsavia. Nel 1978 fondò una pubblicazione clandestina di stampo conservatore, l'Officina Liberale (Oficyna Liberałów). Dal 1962 al 1982 fece parte del partito democratico. Nel 1980 appoggiò lo sciopero generale dei lavoratori delle Officine Szczecin ed entrò nel direttivo di Solidarność, del quale rappresentò uno degli esponenti di punta dell'ala destra. Parallelamente si dedicò all'organizzazione di un partito improntato ai valori del liberalismo classico, il Ruch Polityki Realnej (Movimento per una politica realista), che dal 1990 fu affiancato anche da una pubblicazione cartacea settimanale, il Najwyższy Czas! (È tempo!). Quest'ultimo fu accusato di aver pubblicato alcuni articoli antisemiti, alcuni firmati dallo stesso Korwin-Mikke, ma non è mai stato fatto riferimento a nessuna prova completa. Lo stesso Korwin ha spesso negato di essere un antisemita.
In questo periodo Korwin strinse una duratura amicizia con Milton Friedman, conosciuto durante il giro di conferenze di quest'ultimo in Europa; durante la prima legislatura della Terza Repubblica polacca, Korwin fu deputato al Sejm e fu promotore dell'interrogazione parlamentare del 28 maggio 1992 che obbligò il ministero dell'Interno a rendere pubblici i nomi dei politici polacchi coinvolti nel governo filosovietico, causando le dimissioni del governo in carica.

## Controversie
Nel 2017, partecipando ad una sessione del Parlamento Europeo, alcune sue dichiarazioni suscitarono un certo scalpore. Egli infatti asserì di ritenere giusto il fatto che gli stipendi delle donne fossero inferiori a quelli degli uomini poiché le prime sono sostanzialmente «più deboli, più piccole e statisticamente meno intelligenti» rispetto ai secondi.